# Raffaele Canger
Raffaele Canger (* 26. Dezember 1938 in Jerusalem, Völkerbundsmandat für Palästina; † 18. März 2019) war ein italienischer Neurologe und Psychiater, klinischer Neurophysiologe und Epileptologe.

## Leben
Canger stammte aus einer Medizinerfamilie, ein Urgroßvater war während des Russlandfeldzuges Chirurg in der Armee von Napoleon, ein Großvater war einer der ersten italienischen Psychiater und sein Vater war Chirurg und Chefarzt des Italienischen Krankenhauses in Jerusalem, Israel. Canger studierte Medizin in Mailand, wo er bis 1963 auch seine Facharztweiterbildung zunächst in Psychiatrie begann. Von 1964 bis 1966 war er an der Neurologischen Universitätsklinik Heidelberg in Deutschland (bei Dieter Janz).
1967 wurde Canger Facharzt für Psychiatrie und 1969 Spezialist für neurologische und mentale Krankheiten. Von 1967 bis 1982 war er Assistenzprofessor am Lehrstuhl für Psychiatrie und ab 1983 Associated Professor am Lehrstuhl für Neurologie der Universität Mailand. 1984 erhielt er eine Professur für Klinische Neurophysiologie und war ab 1986 Leiter des Regionalen Epilepsie-Zentrums am Santa-Paolo-Krankenhaus in Mailand.

## Werk
Von 1990 bis 1993 war Canger Präsident des Italienischen Chapters (Lega Italiana contro l'Epilessia: LICE) der Internationalen Liga gegen Epilepsie (engl.: International League Against Epilepsy; ILAE) und Gründungsherausgeber von deren Zeitschrift. Er war u. a. von 1985 bis 1889 Mitglied des „Committee on Epilepsy, Genetics, Pregnancy and the Child“ und von 1989 bis 1993 der „Commission on Epilepsy Genetics, Pregnancy and the Child“ der
ILAE.
Canger war (Ko-)Autor zahlreicher Artikel in Fachzeitschriften und Büchern sowie (Ko-)Autor bzw. (Mit-)Herausgeber der folgenden Bücher:
- R. Canger, F. Angeleri, J. K. Penry (Hrsg.): The XIth Epilepsy International Symposium (Florence, Italy). (= Advances in Epileptology). Raven Press, New York 1980, ISBN 0-88167-222-X.
- R. Canger, C. Pruneri: Le Convulsioni Febbrili e le Epilessie. Attualità Cliniche e Terapeutiche. Centro Studi Bracco, Milano 1981, OCLC 955078835. (R. Canger, C. Pruneri, C. M. Cornaggia: La Convulsione febbrili e le Epilessie. 2. Auflage. Masson Italia, Milano 1985, ISBN 88-214-1731-X)
- R. Canger, J. N. Loeber, F. Castellano (Hrsg.): Epilepsy and Society: Realities and Prospects. Proceedings of the European Congress on Epilepsy and Society, held in Rome, Italy, on 22 – 25 April 1988. (= International Congress Series. 802). Excerpta Medica, Amsterdam/New York/Oxford 1988, ISBN 0-444-81040-4.
- R. Canger, M. Calvani, M. P. Canevini (Hrsg.): Simposio Satellite su “Rischi e Benefici del Valproato di Sodio nel Trattamento delle Epilessie” / Satellite Symposium on “Risks and Benefits of Using Sodium Valproate in the Treatment of Epilepsy”. Roma, 22-25 April 1988. Lega Italiana contro lʼEpilessia, Milano 1988, (Bolletino n. 61, Gennaio/Marzo 1988)
- R. Canger (Hrsg.): Le Epilessie Oggi. Masson, Milano/Parigi/Barcelona, 1988. (R. Canger: Le Epilessie Oggi. 4. Auflage. Masson Editrice, Milano/Parigi/Barcelona 1999, ISBN 88-214-2475-8)
- R. Canger: Le Epilessie: Queste Sconosciute. Pragma Editrice, Milano 1993. (inkl. 2. Auflage 1993)
- H. Stefan, R. Canger, G. Spiel (Hrsg.): Epilepsie ’93. Prävention, Rehabilitation, Soziale Integration; Präoperative Diagnostik: Neuroimaging, Neuropsychologie, Anfallssymptomatik; Zerebrale Mißbildung und Epilepsie; Neue Therapeutische Aspekte. Gemeinsame Jahrestagung der Deutschen, Österreichischen und Italienischen Sektion der Internationalen Liga gegen Epilepsie, 7.–10. Oktober 1993, Meran / Italien. Deutsche Sektion der Internationalen Liga gegen Epilepsie, Berlin 1994, ISBN 3-9803481-1-3.
- R. Canger (viste), C. M. Ragno (raccontate): Le Epilessie. La Nuova Italia Scientifica, Rom 1996, OCLC 954961304.
- R. Canger, M. P. Canevini, L. Guidolin u. a.: Vademecum per una corretta prescrizione die farmaci antiepilettici. Centro regionale per l’Epilessia, Ospedale San Paolo, Milano 1996.

## Auszeichnungen
- 1977: „Ambassador for Epilepsy“ durch die ILAE und das Internationale Büro für Epilepsie (IBE)
- 1984: Ehrenmitgliedschaft Deutsche Sektion der Internationalen Liga gegen Epilepsie (seit 2004: Deutsche Gesellschaft für Epileptologie, DGfE).